# 難産
難産（なんざん、dystocia）とは人為的な手助けなしには分娩が困難あるいは不可能な状態。分娩を助けることは助産という。

## 概要
難産は、ヒトを含む胎生の動物、ないし卵胎生でも卵一つが親個体の体の大きさと比較して余り小さくなく生み出すのに非常な努力を必要とするものに起こり得る異常である。
原因として胎子の失位（向きが逆だったりすること）、胎子の過大、奇形、双胎、骨盤狭窄や子宮頚管の狭窄あるいは閉鎖などの産道の異常、陣痛微弱などの陣痛の異常が挙げられる。
難産の場合において問題となるのが、分娩に時間が掛かり母体の体力消耗が激しいこと、または母体か生まれる子供の体が物理的に壊れてしまう（外傷を負う）ことである。またそういった外傷が回復不能な場合に、障害として残ることもある。最悪の場合は母体か胎児のどちらか、もしくは両方が死に至ることもある。このため、これら問題を回避するために助産が行われる。
助産では、外科的手法では帝王切開のような産道を通さずに胎児を取り出すものから、産道を若干切開して出易くする場合もある（出産後に縫合される）。また物理的に外部から力を加えたり、一端途中まででかかった胎児を押し戻し、正常な位置にしてから再度でてくるのを待つ、場合によっては助産側が胎児をつかんで引っ張り出すことも行われる。陣痛微弱を原因とする場合にはオキシトシンなどの陣痛促進剤を投与することにより陣痛を促す。

## その他
転じて、物事の成立が安易にいかない状況や、創作物・製品などの完成に膨大な時間を要した場合を指して「難産」という言葉が使われる。